# Омоложение лица
Омоложение лица — это косметическая процедура (или серия косметических процедур), целью которой является восстановление молодости лица. Омоложение лица может быть достигнуто с помощью хирургических и/или нехирургических методов. Процедуры могут различаться по инвазивности и глубине воздействия. Хирургические процедуры позволяют восстановить симметрию лица с помощью целенаправленных процедур, реструктуризации лица и изменения кожи. Нехирургические процедуры могут быть направлены на определенные глубины лицевых структур и лечить локальные проблемы лица, такие как морщины, дряблость кожи, гиперпигментация и шрамы.
Хирургические (инвазивные) процедуры омоложения лица могут включать подтяжку бровей (фронтлифтинг), подтяжку век (блефаропластика), подтяжку лица (ритидэктомия), подтяжку подбородка и шеи. Нехирургические (неинвазивные) процедуры омоложения лица могут включать химический пилинг, нейромодулятор (например, ботокс), дермальные наполнители, лазерную шлифовку, фотоомоложение, радиочастотную и ультразвуковую терапию.

## Визуальная оценка молодости лица
Зрительное восприятие человека отличается чувствительностью и точностью в определении предполагаемого возраста по мгновенному распознаванию черт лица. Часто человеческие лица, не имеющие заметных различий в геометрии и внешнем виде, воспринимаются как имеющие разный возраст. Этот механизм еще не до конца понятен, но может быть связан с тонкими изменениями в структуре лицевых костей, о которых речь пойдет ниже.

## Золотое сечение
Симметрия лица напрямую связана с восприятием красоты. Направляющим подходом к омоложению лица и выравниванию симметрии лица является применение золотого сечения. Художники и архитекторы веками использовали это соотношение для создания произведений, радующих глаз. Эстетическая медицина и методы омоложения лица переняли этот математический подход к восстановлению и улучшению лица.

## Влияние изменений костной структуры
Более поздние исследования указывают на влияние изменений в лицевом скелете с возрастом на внешний вид старения, особенно в средней части лица и нижней части орбит вокруг носа. Количественное исследование с помощью компьютерной томографии лиц мужчин и женщин нескольких возрастных групп показало, что с возрастом в этих областях происходит заметная потеря костной ткани, что приводит к изменению углов, длины и объема, а также к уменьшению расстояния между глазами. Была выдвинута гипотеза, что провисание кожи и морщины могут возникать не только из-за потери мягких тканей и жира, но и потому, что ретракция костей создает избыток кожи, которая больше не является эластичной. Многие проявления старения лица отражают совместное воздействие гравитации, прогрессирующей резорбции костей, снижения эластичности тканей и перераспределения подкожного жира. Будущие методы омоложения лица могут учитывать эти результаты и восстанавливать кость, утраченную в результате процессов старения.

## Тенденции омоложения лица
По данным Американского общества пластических хирургов, в 2013 году в США было проведено более 133 000 подтяжек лица и почти 216 000 операций на веках, что на шесть процентов больше, чем в 2012 году. Процедуры по омоложению лица пережили наибольший рост, поскольку 2013 год ознаменовался самым большим количеством инъекций ботулотоксина типа А на сегодняшний день — 6,3 миллиона инъекций. Прогнозируется значительная тенденция к росту числа процедур по омоложению лица, которая может быть обусловлена следующими факторами:
1. Мужчины также начали выполнять эти процедуры во все большем количестве;
2. Акцент на имидже молодости в СМИ и моде ;
3. Увеличение числа пожилых людей, обладающих хорошим здоровьем и финансовым достатком в более старшем возрасте;
4. Снижение затрат на хирургические операции и другие косметические процедуры, что делает их доступными для всех.

Однако, хотя хирургические процедуры все еще предпочтительны для достижения более значительного улучшения, в настоящее время наблюдается тенденция к использованию менее инвазивных процедур, таких как инъекционные препараты (ботокс, филлеры) и лазерная обработка кожи. Хотя эти процедуры дают временный результат, их предпочитают из-за низкой стоимости и менее интенсивного восстановительного периода.

## Типы старения лица
В настоящее время единой общепризнанной классификации возрастных изменений лица не существует. В России полагаются на классификацию Кольгуненко, где типы лица подразделяются на деформационный, мелкоморщинистый, мышечный и тд. Эта классификация определяет тип внешнего вида, но не определяет ни причины старения, ни его последствия. В медицинском смысле это никак не определяет сути проблемы и пути ее решения. Из-за отсутствия патогенетической классификации косметология на настоящий день является в большей степени симптоматической.
В сообществе медицинской косметологии была предложена новая классификация старения лица, основанная на причинах их возникновения и разработанная врачом-косметологом Е. Щелоковой (Фейс Клиник). Данная классификация предложена как потенциальный отраслевой стандарт, так как основана на физиологических процессах, происходящих с лицом в течение жизни.
Лицо — это ещё одна система лица, аналогично пищеварительной, нервной и тд., которая выполняет важнейшие функции:
1. Обеспечение внутренних потребностей организма — зрение (глаза), дыхание(нос) и питание (рот).
2. Обеспечение внешней жизнедеятельности человека — выражение эмоций и формирование речи. Эти функции необходимы, чтобы полноценно общаться и жить в обществе.

Поэтому строение лица, его физиологические процессы направлены на поддержание этих жизнеобеспечивающих функций. Нарушение работы любой из них ведёт к грубым нарушениям качества жизни. Строение лица глобально отличается от других частей тела, несмотря на одинаковые с телом структурные составляющие. Их различает другое крепление мышц, наличие жировых компартментов, особенности работы лицевого и тройничного нервов, особенности мышечного взаимодействия. Особенностью лица является возможность смещения тканей, наличие мимических движений, морщины, возрастное перераспределение жира, наличие специфических возрастных изменений в костях, жировой ткани и коже. Гравитацией, гормональным фоном и влиянием внешней среды невозможно объяснить все эти изменения.

### Ophtalmic Face
Например, плохое зрение приводит к повышенной активности мышц верхней трети лица и его центральной зоны, чтобы настроить зрение (можете прищуриться и Вы почувствуете, какие мышцы напряглись. Со временем в этих зонах появятся морщины и складки. Этот тип изменений называется Ophtalmic Face.

### Nasal Face
Если у человека есть проблемы с ЛОР — системой (вазомоторный ринит, искривление носовой перегородки, синусит, аденоиды) у пациента появится избыточная мышечная активность центральной зоны лица, чтобы обеспечить полноценное вдыхание воздуха. Это приведёт к образованию морщин межбровья, носа, углублению носогубных складок и опущению углов рта. Наличие воспалительного компонента в верхних дыхательных путях приведёт к отечности в центральной зоне лица — отеков верхних и/или нижних век, расширению пор, покраснениям в этой области, появлению телеангиэктазий, формированию недовольного выражения лица. Такой тип изменений лица называется Nasal Face.

### Dental Face
У пациентов со стоматологическими проблемами будут изменяться средняя и нижняя треть лица. В зависимости от локализации проблем в верхней или нижней челюсти появятся морщины вокруг рта, на щеках, брыли, второй подбородок, впалое лицо или небольшой подбородок. Подобный тип лица называется Dental Face.

### Mixed Face
У пациентов бывают сочетанные дисфункции. Но, как правило, есть ведущая, превалирующая, которая и даст больше всего внешних проявлений. Однако, при равнозначных по влиянию на лицо дисфункциях, возможно обозначение этого типа, как Mixed Face.

### Normal Face
Бывает лицо без выраженных проблем, например, молодое лицо . Такой тип мы называем Normal Face.

### Neural Face
При неврологических заболеваниях лица мы определим его как Neural Face.

### Trauma Face
Посттравматическое лицо — Trauma Face.

### Age Face
В самой старшей возрастной группе, когда уже есть ухудшение зрения, проблемы с зубами, сопутствующие заболевания организма и на лице глобально выражены изменения, диагноз называется Age Face (старческое лицо).

## Процедуры
Процедуры омоложения лица могут включать (но не ограничиваются ими):
- Инъекции ботокса
- Химический пилинг
- Инъекция коллагена
- Косметическая акупунктура
- Инъекции кожных наполнителей
- Электротерапия
- Тонизирование лица
- Fraxel
- Микродермабразия
- Фотоомоложение
- Лазерная шлифовка
- Nd: YAG лазер
- Перманентный макияж
- Метод обогащенной тромбоцитами фибриновой матрицы